# International Debutante Ball

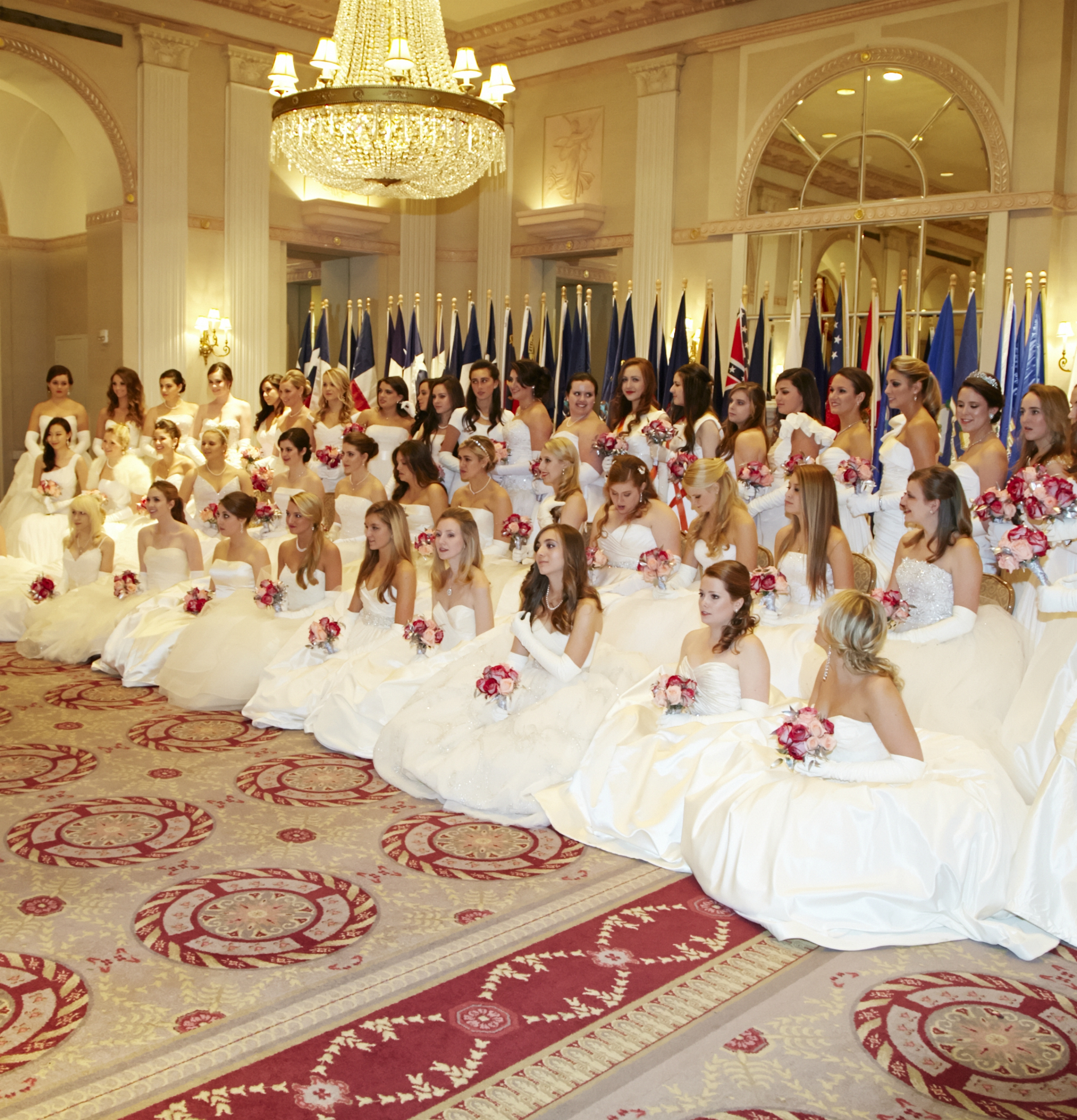
International Debutante Ball à l'hôtel Waldorf-Astoria à New York (2012).

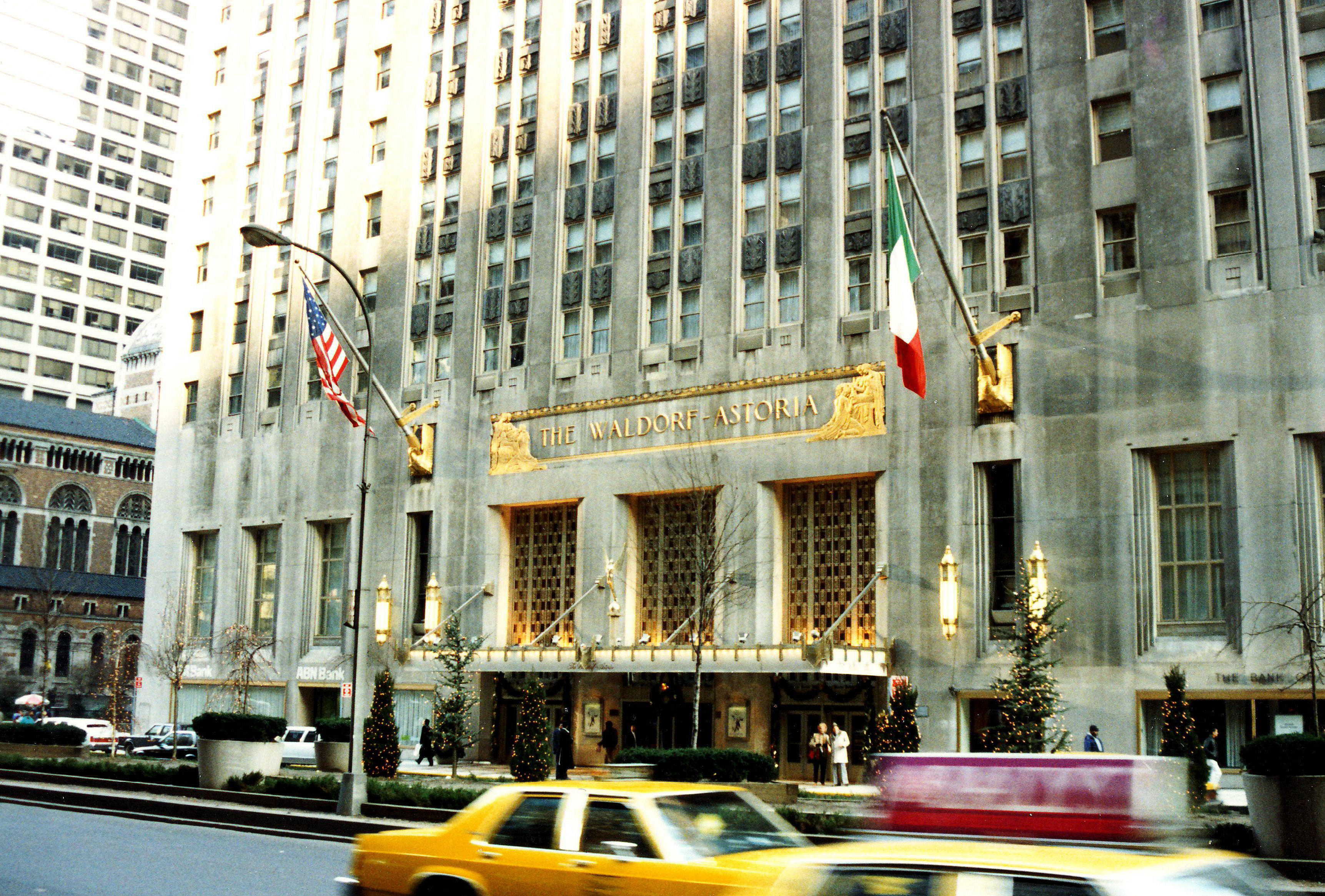
International Debutante Ball a lieu tous les deux ans à l'hôtel Waldorf-Astoria, à New York.

L’International Debutante Ball est un bal des débutantes américain, où les jeunes filles de la classe supérieure sont présentées dans la haute société, uniquement sur invitation. Fondé en 1954, il a lieu tous les deux ans à l'hôtel Waldorf-Astoria, à New York.
Parmi les anciennes débutantes du bal, on compte (parmi beaucoup d'autres) :
- Ashley Bush (petite-fille du président américain George H. W. Bush)
- Christina Huffington (fille de Arianna Huffington)
- Julie Nixon Eisenhower (fille du président américain Richard Nixon et mariée au petit-fils du président américain Dwight D. Eisenhower)
- Tricia Nixon (fille du président américain Richard Nixon)
- Vera Wang (créatrice de mode)
- La princesse Katarina de Yougoslavie